# 乌鲁木齐红山邮政大楼
乌鲁木齐红山邮政大楼（維吾爾語：ئۈرۈمچى قىزىلتاغ پوچتا بىناسى‎），俗称红山邮局，现为中国邮政集团有限公司乌鲁木齐市分公司扬子江路支局所在地，也是红山主题邮局所在地，位于乌鲁木齐市沙依巴克区扬子江路。乌鲁木齐红山邮政大楼于1959年建成，现为乌鲁木齐市文物保护单位、中国20世纪建筑遗产。

## 修建使用
1950年代中后期，乌鲁木齐市逐渐成为全疆邮政通信中心。1958年7月，乌鲁木齐红山邮政大楼开始修建，1959年建成。大楼建成后，乌鲁木齐市成立最早、所属最大的邮政支局——乌鲁木齐邮政扬子江路支局便迁入大楼办公并持续至今。乌鲁木齐红山邮政大楼成为乌鲁木齐市邮政通信的服务中心，也成为新疆维吾尔自治区邮件处理集散中心。直到1985年乌鲁木齐邮政枢纽大楼的建立，乌鲁木齐红山邮政大楼的新疆邮件处理集散中心地位方被取代。
2006年，乌鲁木齐红山邮政大楼外墙的墙、砖经历维修。2023年底，乌鲁木齐红山邮政大楼完成装修升级。

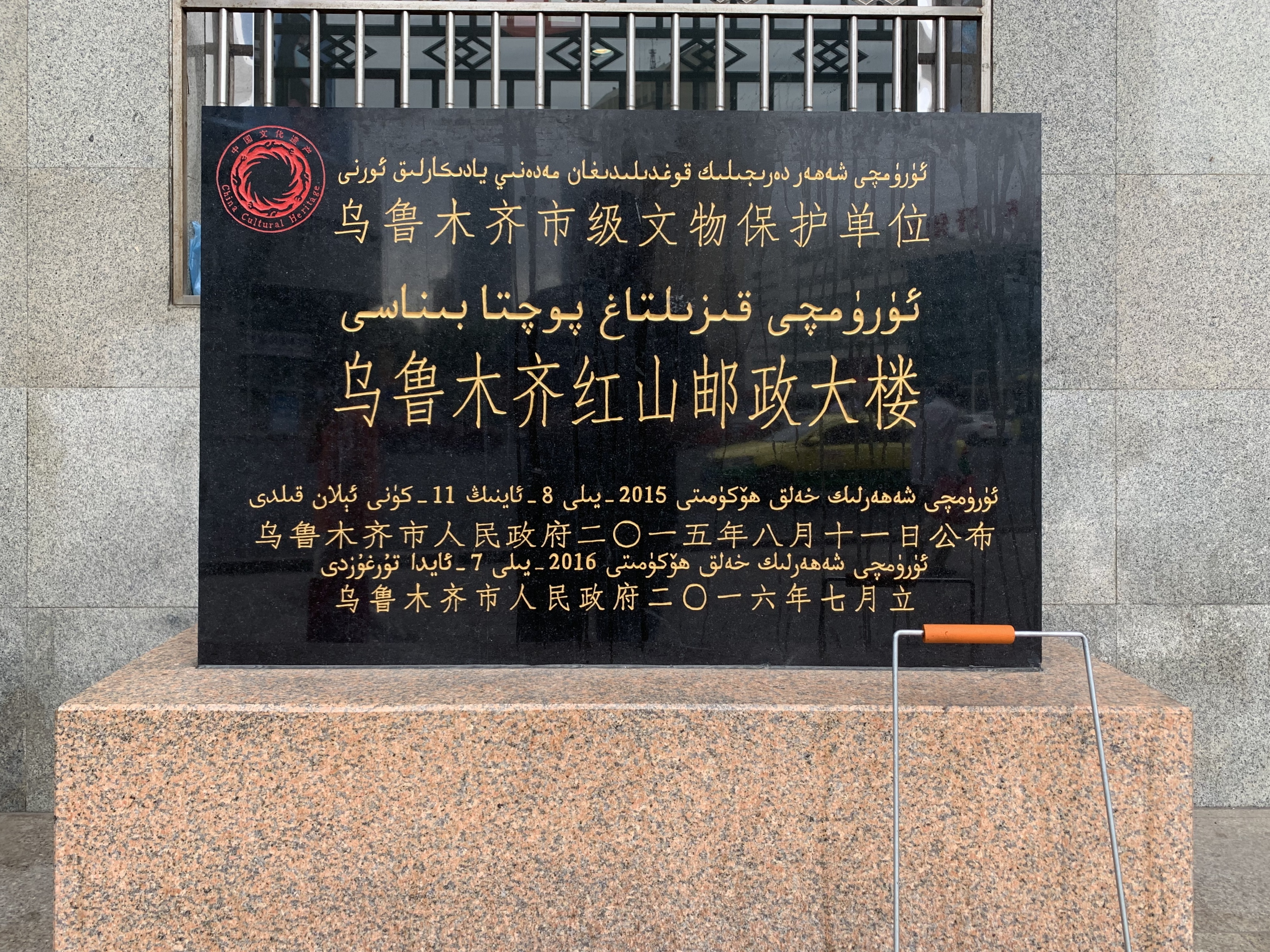
乌鲁木齐红山邮政大楼文保碑

## 建筑现状

### 建筑信息
乌鲁木齐红山邮政大楼位于中华人民共和国新疆维吾尔自治区乌鲁木齐市沙依巴克区扬子江路，东隔扬子江路对新疆日报社，东偏北为红山转盘，东北为友好南路。因与乌鲁木齐的地标红山相近，也被乌鲁木齐市民称为“红山邮局”。
乌鲁木齐红山邮政大楼建筑风格以中式建筑与苏联建筑相结合为特色，分为北楼与南楼，其中北楼为主楼。北楼坐西朝东，正门朝向正东，平面呈“八”字型，为中间四层两侧三层的砖混结构建筑。北楼建筑面积6410平方米，正门有6根圆柱，柱头雕花。正门一楼与二楼间有浮雕花纹。南楼位于北楼南侧10米左右，平面呈“L”型，是三层砖混结构建筑，建筑面积超过1660平方米。

### 内部功能
乌鲁木齐红山邮政大楼内大致分为五个功能区，有办理包裹、信函、集邮邮品展示与销售等业务的业务办理区，位于大楼一层大厅左侧。除邮政业务外，红山主题邮局有展出有由“红山”模型、邮筒、自行车、路标等组成的红山微观模型区；也有展示维吾尔文打字机、邮政办公用品、邮包等老物件的展示区；有由有声明信片打印机、多媒体查询机等组成的电子多媒体区；另外还有饮品区、报刊杂志阅读角等多个区域。

## 保护级别
2015年8月，乌鲁木齐红山邮政大楼被列为第六批乌鲁木齐市文物保护单位。2024年，其保护范围和建设控制地带被确定，其西侧、东侧、南侧外墙向外10米，东侧至路沿石处为保护范围和建设控制地带。2023年9月，第八批《中国20世纪建筑遗产名录》公布，乌鲁木齐红山邮政大楼位列其中。

## 图库
| - 乌鲁木齐红山邮政大楼正门立柱的柱头 - 乌鲁木齐红山邮政大楼的红山模型 - 乌鲁木齐红山邮政大楼的普遍服务业务办理大厅 - 乌鲁木齐红山邮政大楼老物件展示区，展出邮政军乐队礼服等老物件 - 乌鲁木齐红山邮政大楼老物件展示区，展出中国人民邮政包、邮政机要包等老物件 - 乌鲁木齐红山邮政大楼老物件展示区，展出“中华人民共和国邮电部徽章”等老物件 - 乌鲁木齐红山邮政大楼老物件展示区，展出邮政平信秤等老物件 - 乌鲁木齐红山邮政大楼文创产品 - 乌鲁木齐红山邮政大楼饮品区 |